# Velká Štáhle
Velká Štáhle är en ort i Tjeckien. Den ligger i den östra delen av landet, 210 km öster om huvudstaden Prag. Velká Štáhle ligger 549 meter över havet och antalet invånare är 337.
Terrängen runt Velká Štáhle är platt österut, men västerut är den kuperad. Velká Štáhle ligger nere i en dal. Runt Velká Štáhle är det ganska glesbefolkat, med 25 invånare per kvadratkilometer. Närmaste större samhälle är Bruntál, 10,1 km nordost om Velká Štáhle. Omgivningarna runt Velká Štáhle är en mosaik av jordbruksmark och naturlig växtlighet.